# Stołeczne Miasto Poznań

Herb Poznania

Stołeczne Miasto Poznań – nazwa Poznania używana dla zachowania tradycji w okazjach uroczystych. 

## Uzasadnienie historyczne
Stosowanie tego tytułu wynika m.in. z faktu, że w połowie X wieku Poznań odgrywał ważną rolę w państwie Piastów. W Poznaniu znajdowała się jedna z rezydencji Mieszka I, ustanowiono pierwszą polską katedrę biskupią, w której, jak się domniemuje, pochowano Mieszka I i Bolesława I Chrobrego.

## Usankcjonowanie prawne
Termin „Stołeczne Miasto Poznań” określony został w art. 4 ust. 5 Statutu Miasta Poznania. W myśl uchwały nr LXXX/1202/V/2010 Rady Miasta Poznania z dnia 9 listopada 2010 r. jest to § 5 ust. 4.
Tytuł ten był powszechnie używany także w latach II Rzeczypospolitej.

## Inne polskie miasta stołeczne
Tytuł miasta stołecznego używają również:
- Warszawa w brzmieniu Miasto Stołeczne Warszawa, na podstawie ustawy z dnia 15 marca 2002 r. o ustroju miasta stołecznego Warszawy[5],
- Kraków w brzmieniu Stołeczne Królewskie Miasto Kraków, na podstawie § 4 ust. 1 Statutu Miasta Krakowa[6],
- Płock w brzmieniu Stołeczne Książęce Miasto Płock, na podstawie preambuły Statutu Miasta Płocka[7].

W statucie Gniezna znajduje się wzmianka o stołeczności tego miasta, ale wyłączenie w przepisie dotyczącym nazwy rady miasta używanej do celów uroczystych, w brzmieniu Rada Miasta Gniezna – Pierwszej Stolicy Polski – Miasta św. Wojciecha – Stołecznego Królewskiego Miasta Gniezna.
Tytuł miasta stołecznego używał również Lwów w brzmieniu Królewskie Stołeczne Miasto Lwów. Nazwa ta nie odnosiła się jednak do stolicy Polski, lecz Galicji. Od zakończenia II wojny światowej miasto nie znajduje się na terenie Polski, a od rozpadu ZSRR jest miastem na terytorium Ukrainy.